# Кабаре (филм)
Кабаре (енгл. Cabaret) је амерички историјски мелодрамски музички филм режисера Боба Фосија из 1972. године, а по сценарију Џеј Пресон Аленове.
Сели је плесачица кабареа у „Кит Кат Клубу” и заљубљује се у двојицу мушкараца који су редовни у клубу. Њихови животи се испреплићу са нацистичком партијом која полако јача током година.

## Радња
1931. година, Вајмарска република, Берлин, непосредно пре доласка Хитлера на власт. Американка Сели Боулс (Лајза Минели), певачица другоразредног кабареа „Кит-Кат”, упознаје Брајана Робертса (Мајкл Јорк), енглеског писца који је недавно стигао у Немачку. Сели покушава да заведе Брајана, али не успева. Брајан објашњава да никада није био успешан са женама; постају пријатељи. Сели упознаје развратног богатог бисексуалца Максимилијана фон Хеунеа (Хелмут Грим), који на крају заводи и њу и Брајана.
Друга прича је веза између Салиног пријатеља Фрица Вендела (Фриц Вепер) и прелепе Наталије Ландауер (Мариса Беренсон), ћерке богатог јеврејског бизнисмена. Фриц и Наталија су отворено венчани по јеврејском обреду, упркос чињеници да антисемитизам у немачком друштву узима маха.
После неког времена, Сели открива да је трудна - а не зна се од кога. Брајан је тражи да се уда за њега и оде у Енглеску. Међутим, Сели, схватајући да није способна за породични живот и да не може да живи без берлинског кабареа, одбија и одлучује да абортира. На крају филма, ликови се разилазе. Брајан одлази кући, док Сели остаје у Берлину.
Радња је испресецана музичким и плесним бројевима на бини кабареа, коју предводи забављач (Џоел Греј).
Љубавне драме се одвијају у позадини све већег утицаја нацизма у Вајмарској републици. Ако су на почетку филма једва приметни (један јуришник је избачен из кабареа као хулиган), онда како се радња развија, људи у смеђим униформама са кукастим крстом постепено попуњавају кадар. До краја филма они су највећи део публике.